# 송언
송언(1956~)은 한국의 작가이다.

## 생애
작가 송언은 1956년 출생했다. 춘천교육대학교와 성균관대학교 교육대학원 국어교육과 졸업했다. 1978년 강원일보 신춘문예에 시가 당선되었으며 1982년 중앙일보 신춘문예에 소설 「그 여름의 초상」이 당선되었다. 소설집 《인간은 별에 갈 수 없다》(1990, 세계사), 《천궁거사1, 2》(현암사, 1994)를 출간했다. 1990년 전교조 해직교사가 되어 김진경, 도종환, 안도현 등과 교육문예창작회 활동을 시작하였으며 특히 당시 초등학교 선생님 출신의 해직교사였던 이재복, 이중현 등과 ‘삶의 동화 운동’을 벌였다. 이때 월간 우리교육 에 여러 편의 교단 밖 일기, 옛
이야기, 단편 아동소설을 썼다. 1997년 복직하여 경일초등학교, 동명초등학교 등에서 근무하다가 퇴직한 후 작품 활동에 전념하고 있다.

## 대표작품
- 《내일은 맑을 거야)》. 우리교육. 1995. ISBN 9788980408085.
- 《사라진 세 악동》. 한겨레신문사. 2001. ISBN 9788984310568.
- 《슬픈종소리》. 사계절. 2014. ISBN 9788958280422.
- 《멋지다 썩은 떡》. 문학동네. 2016. ISBN 9788954602921.
- 《바리왕자》. 사계절. 2001. ISBN 9788971967362.
- 배꽃마을의 비밀

## 참고
작가연구자료집 2018, KBBY국제아동청소년도서협의회